# مخزن الانشا
مخزن الانشا کتابی است از حسین واعظ کاشفی دربارهٔ ارکان و فنون نامه‌نگاری که به سال ۹۰۷ هجری قمری به نام سلطان حسین بایقرا و امیر علی‌شیر نوایی تألیف شد.
مخزن الانشا مشتمل بر پنج فصل است: ۱) عنوان، در ضرورت آنچه کاتب باید بداند؛ ۲) در خطابیات؛ ۳) در جوابیات؛ ۴) در احوال ضروری الذکر؛ ۵) خاتمهٔ کتاب، در ایراد دعاهایی که در هنگام کتابت احوال به آن‌ها نیاز پیدا می‌شود.
فصل دوم به توضیح ارکان نامه‌های خطابی دیوانی (به قول کاشفی «طبقات») و نامه‌های غیر دیوانی («اخوانیات») می‌پردازد. از نظر کاشفی، نامه‌های خطابی با توجه به نوشته‌های پیشینیان ۱۲ رکن دارد: ۱) افتتاح؛ ۲) صفات؛ ۳) القاب؛ ۴) ادعیه؛ ۵) ذکر کاتب؛ ۶) عرض تحیات؛ ۷) اظهار اخلاص؛ ۸) شرح شوق؛ ۹) ذکر زمان کتابت؛ ۱۰) ذکر مکان کتابت؛ ۱۱) اختتام؛ ۱۲) عنوان
فصل سوم دربارهٔ نامه‌های جوابی است که طبق نظر کاشفی ۷ رکن دارند: ۱) افتتاح؛ ۲) مقدمه با توابع آن شامل مفتتح، وصف، و تتمه؛ ۳) تعریف مکتوب؛ ۴) تعظیم مکتوب؛ ۵) نتیجه؛ ۶) مقابله؛ ۷) شکر
مخزن‌الانشا ضمن تجزیه و تحلیل ارکان نامه‌های خطابی و جوابی، مثال‌های متعددی را نیز در جداولی منظم ارائه کرده و از این لحاظ به «اثری فرهنگ‌گونه در زمینهٔ ترسل» مبدل شده‌است.
مخزن الانشا توسط سیده شکوفه اکبرزاده با استفاده از ۵ نسخهٔ نزدیک به زمان تألیف از کتابخانه‌های کابل، ملک، مرعشی، دانشگاه تهران، و مجلس در دست تصحیح است.